# Catedral da Santíssima Trindade (Dresden)

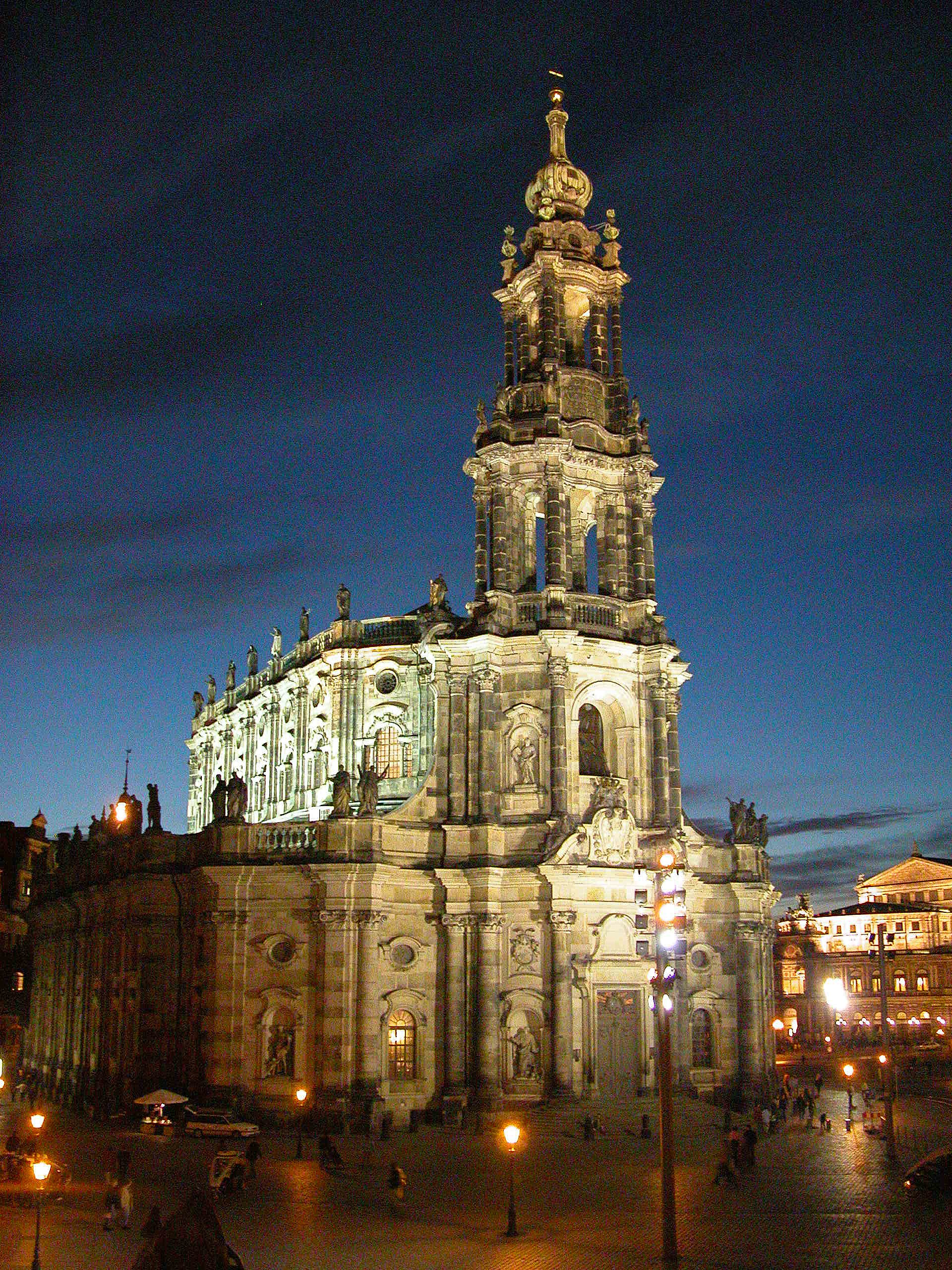
Hofkirche com Semperoper à direita

A Catedral da Santíssima Trindade (em alemão, Katholische Hofkirche) é uma igreja católica romana localizada em Altstadt, no coração de Dresden, na Alemanha.

## Informações gerais
A Katholische Hofkirche é a maior igreja na Saxônia e foi construída pelo arquiteto Gaetano Chiaveri, de 1738 a 1751. A igreja foi encomendada por Augusto III da Polônia e é um dos marcos históricos mais conhecidos de Dresden. A igreja foi muito danificada durante a Segunda Guerra Mundial e foi reconstruída no meio dos anos 1980, sob o regime da Alemanha Oriental.